# Serabit el-Khadim

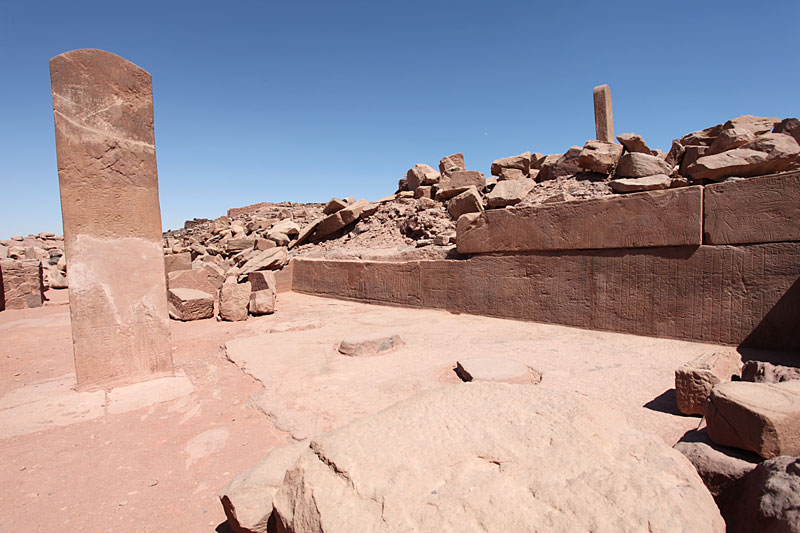
Pilar na sala principal do Templo de Hator

Serabit el-Khadim (árabe: سرابيط الخادم pronúncia árabe: [Sarabit alχaːdɪm]; também transliterado Serabit al-Khadim, Serabit el-Khadem) é um sítio arqueológico localizado no sudoeste da Península do Sinai, Egito. A área foi a principal zona de mineração de cobre (turquesa) e malaquita do Antigo Egito. O sítio foi descoberto por Carsten Niebuhr em 1762, visitado por Karl Richard Lepsius em 1845, e escavado pela primeira vez por sir Flinders Petrie, com a ajuda de Raymond Weill, no início do século XX. Mais tarde várias outras escavações foram realizadas.
As escavações revelaram treze campos de mineração, estelas inscritas, estatuetas, vasos e outros artefatos, e um santuário, compreendendo oratórios escavados na rocha, um templo de Ptá e principalmente um templo de Hator construído durante o Império Médio (c. 2055-1650 a.C.) e ainda importante no Império Novo (c. 1550-1069 a.C.}.
O santuário passou por várias modificações ao longo dos séculos. Em sua forma mais recente o templo de Hator tem uma muralha oval em seu redor, e é formado por uma sala retangular com um único pilar em seu centro e as paredes cobertas por inscrições e relevos, seguida por doze salas enfileiradas. O acesso se dava através de uma longa alameda flanqueada por pilares ou estelas instaladas dentro de círculos de pedra. Alguns de seus elementos só têm paralelos com a arquitetura sacra do início da Idade do Bronze no Oriente Próximo e do Período Pré-Dinástico do Egito, sugerindo que o local já era usado como santuário, possivelmente por comunidades canaanitas, no inicio do terceiro milênio A.C., muito antes do período de mineração egípcia. Inscrições no templo chamam Hator de "Senhora da turquesa". Ao seu lado, num templo de estrutura mais compacta, era cultuado o deus Ptá, chamado localmente de Sopdu.
No sítio foram encontradas várias inscrições protossinaíticas, que foram importantes para um melhor entendimento da origem do alfabeto.